# Nerds (bala)
Nerds é uma bala produzida nos Estados Unidos pela Nestlé. Nerds são pedaços de açúcar com aromas de uva, morango, melão, limão, entre outros. Devido à pouca importação, só é possível encontrar o produto em lojas e lugares específicos.